# Totally Spies
Totally Spies! er en fransk-canadisk tegnefilmserie skabt af Vincent Chalvon-Demersay og David Michel og produceret af Marathon Media Group and Image Entertainment Corporation. Serien handler om tre teenagepiger fra Beverly Hills, der arbejder som hemmelige agenter. Serien minder i stil om anime med figurer inspireret af Clueless og blandet med et James Bond-format.
Totally Spies! blev sendt første gang 3. november 2001 på ABC Family i USA. og er efterfølgende blevet vist i over 150 lande verden over. I alt er der indtil 2013 blevet lavet 156 afsnit fordelt på seks sæsoner. Dertil kommer en tegnefilm i spillefilmslængde, Totally Spies! The Movie fra 2009, spin-off-serien The Amazing Spiez! fra 2009-2012, tegneserier og videospil.
Serien er blevet sendt med dansk tale på Disney Channel og tidligere også på TV 2 og Jetix. Afsnit 1-8 er desuden udsendt på DVD og afsnit 2, 6, 10 og 11 på miniDVD.

## Handling
Serien handler om de tre teenagepiger Sam, Clover og Alex fra Beverly Hills, der udover at være almindelige gymnasieelever også er hemmelige agenter for WOOHP (World Organization of Human Protection = Verdensorganisationen til beskyttelse af mennesker). Dagligdagen går med skole, kærester, shopping, fikse ideer og ikke mindst problemer med rivalen Mandy. Men når som helst kan de blive tilkaldt af WOOHP's chef Jerry, der sender dem ud på nye missioner til hele verdenen udstyret med forskellige smarte hjælpemidler. Og hjælpemidler kan der nok blive brug for, for verden af fuld af onde skurke med hver deres nedrige plan til at opnå hævn og verdensherredømme. Men pigerne vinder selvfølgelig hver gang.
I sæson 3, også kaldet Totally Spies! Undercover, flytter pigerne ind i en fælles villa, og i slutningen af sæsonen bliver de forfremmet til superspioner, hvilket de omtales som i sæson 4. I sæson 5 kommer pigerne på universitetet.

## Hovedpersoner
- Sam hedder egentlig Samantha, men det er kun hendes lærere, der kalder hende det. Hun har langt, rødbrunt hår og grøn uniform. Hun er gruppens kloge hoved, og den der har planerne. Lidt af en nørd, men glad for dating og shopping, ligesom de andre.

- Clover har mellemlangt, blondt hår og rød uniform. Hun er glad for shopping, men endnu mere for drenge, som hun med vekslende held forsøger at få dates med. Hun forsøger også jævnligt at øge sin popularitet, hvilket ofte bringer hende i konflikt med pigernes ærkerival, Mandy.

- Alex har kort, sort hår og gul uniform. Hun er den sportslige type, men desværre også klodset og lettere naiv. Men hun er også den bedste veninde og vil gå langt i kampen mod skurkene.

## Andre figurer
- Mandy har langt, sort hår. Hun går på samme skole som Sam, Clover og Alex, som hun altid forsøger at overgå i popularitet. Flot og populær, men egoistisk, arrogant, påtrængende og irriterende.
- Jerry er en midaldrende brite og altid klædt i jakkesæt. Han er grundlægger og leder af WOOHP og pigernes direkte chef. I denne egenskab tilkalder ham dem ofte for at sende dem ud på missioner. Af og til ses han også i felten, når der er brug for hjælp, eller en skurk skal i fængsel.
- Lizzie (engelsk: GLADIS) er en computer, der introduceredes i sæson 3 og har til opgave at uddele hjælpemidler. Til Jerrys ærgrelse har hun udviklet en lidt egenrådig personlighed.
- Caitlin og Dominique er Mandys trofaste følgesvende. Siger ikke så meget, men bakker hende altid op.
- David er flot, klog og sportslig fyr, som både Sam, Clover, Alex og Mandy forsøger at vinde. Deres romantiske tilnærmelser synes imidlertid at gå hen over hovedet på ham.
- Arnold går også på pigernes skole. Han er en nørd og lidt anstrengende til tider, men også den, der har fingeren på pulsen.
- Britney har langt, sort hår og blå uniform. Hun er ny WOOHP-agent og en god veninde af pigerne. Hun har kun optrådt i et par afsnit, men er alligevel blevet meget populær.
- Gabby, Stella og Carmen er Sams, Clovers og Alex' mødre. De ligner deres døtre af udseende, men er selv sagt en del ældre.
- Phoebe er Mandys mor og har optrådt i enkelte afsnit.
- Dean er en WOOHP-agent, der viste sig at være dobbelt dobbeltagent.

## Skurke
I de første tre sæsoner optrådte de fleste skurke kun en gang hver. I sæson 4 gik nogle af dem imidlertid sammen i forbryderorganisationen LAMOS, som under Terences ledelse blev pigernes jævnligt tilbagevendende fjende. For overskuelighedens skyld omfatter nedenstående lister kun skurke, der har optrådt to eller flere gange.

### LAMOS-medlemmerne
- Terence er Jerrys onde tvillingbror. Han optrådte først som leder af superspionskolen, men ville i virkeligheden Jerry til livs. Det mislykkedes, og han dannede i stedet LAMOS.
- Helga Von Guggen er en modedesigner med tvivlsomme måder at producere tøj på.
- Tim Scam har optrådt flere gange. Han forsøgte først at overtage WOOHP, men pigerne stoppede ham. Siden er han flere gange vendt tilbage for på snedig vis at hævne sig.
- Myrna Beesbottom optrådte først som pigernes barnepige, men forsøgte senere at komme Jerry til livs.
- Super Fed er elsker af 1970'erne og siden 1980'erne.

### Andre skurke
- Dr. Gelee bruger kulde som våben. Kan godt lide at spille skak.
- Sebastian er en tidligere guitarspiller, der efter en ulykke gik over til hyptoniserende musik.
- Lumiere er en gal filminstruktør, der udsætter sine tvangsindlagte skuespillere og pigerne for livsfare.
- Geraldine Husk skabte den tvivlsomme agentorganisation S.P.I., som skulle udkonkurere WOOHP.
- Willard er verdens langsomste skurk. Han ville gerne sætte folks tempo ned i slowmotion.
- Trode er Helga Von Guggens hjælper.

## Hjælpemidler
- Pudderfon kan nærmest betegnes som en forklædt 3G-mobiltelefon med en del ekstra funktioner så som scanner og databaseadgang. En ny model fra sæson 3 gør det også muligt at skifte tøj og se samtalepartneren i 3D.
- Ekspanderende elestikbælte er et bælte med indbygget elastikreb med krog i, så pigerne hurtigt kan komme til tops.
- Jetpack rygsæk er en rygsæk med indbygget jetmotor, så pigerne kan flyve.
- Lige netop klæbende nok handsker er handsker, der kan klæbe fast til lofter. Har en tendens til at klæbe for godt eller for dårligt.
- Laserlæbestift er en læbestift med indbygget laser.
- Laserneglefil er øjensynligt laserlæbestiftens afløser.
- Scannerur er et ur med scanner til bevismateriale.
- Vindtunnel 9000 laser-tornado-blæse-hårtørrer er en hårtørrer, der kan igangsætte en mindre tornado eller suge den op.
- Gogo-støvler er støvler med sugekopper på.
- Den ultra-sensetive ørerings-mikrofon er en slags ørering, som kan bruges til at optage lyde.
- Varmesøgende infrarøde solbriller er briller som opfanger den mindste bevægelse.
- Komprimerede vandkapsler modvirker dehydrering i ørkener.
- Høj-sensetivt elektromagnetisk armbånd er et armbånd som enten tiltrækker eller frastøder de andre pigers armbånd.
- Sud-wud er en solid og terrængående tunnelgraver.
- Parasol-armbryst er en parasol, som affyrer sugekopper/svuppere.
- Handlingslammende solcreme lammer alt, det kommer i nærheden af.
- Tornado-i-en-dåse-hårspray er en lille dåse, hvor der kommer meget hård vind ud af.

- Mil Mi-24 er en russisk kamphelikopter og skurkenes sædvanlige helikopter.

## Engelske stemmer
- Jennifer Hale – Sam, Mandy, Gabby, Phoebe
- Andrea Baker – Clover
- Katie Leigh – Alex (sæson 1-2)
- Katie Griffin – Alex (sæson 3- )
- Jess Harnell – Jerry (sæson 1-2)
- Adrian Truss – Jerry (sæson 3- )
- Darryl Kurylo – David
- Michael Gough – Tim Scam
- Dee Bradley Baker – Lumiere
- Jim Ward – Sebastian
- Greg Cipes – Dean
- Matt Davidson – Terence
- Adrienne Barbeau – Helga Von Guggen
- Simon Templeman – Dr. Gilee
- Lindsay Ridgeway – Britney

## Danske stemmer
- Iben Dorner – Sam
- Annevig Schelde Ebbe – Clover
- Cecilie Stenspil – Alex
- Mathias Klenske – Arnold, og andre biroller
- Timm Mehrens
- Sara Poulsen – Mandy
- Torben Sekov – Jerry
- Søren Ulrichs
- Peter Zhelder

## Afsnit
| Sæson | Sæson | Afsnit | Oprindelig sendedato | Oprindelig sendedato |
| Sæson | Sæson | Afsnit | Først sendt          | Sidst sendt          |
| ----- | ----- | ------ | -------------------- | -------------------- |
|       | 1     | 26     | 3. november 2001     | 15. juni 2002        |
|       | 2     | 26     | 7. april 2003        | 6. juli 2003         |
|       | 3     | 26     | 12. september 2004   | 1. maj 2005          |
|       | 4     | 26     | 13. marts 2006       | 22. september 2006   |
|       | 5     | 26     | 15. april 2007       | 10. februar 2008     |
|       | 6     | 26     | 19. juni 2013        | 3. oktober 2013      |